# Low (Familienname)
Low ist der Familienname folgender Personen:
- Adolphe Low (1915–2012), deutsch-spanisch-französischer Widerstandskämpfer
- Albert Peter Low (1861–1942), kanadischer Geologe und Entdecker
- Alice Low (1877–1954), schottisch-britische Frauenrechtlerin und Frauenwahlrechtsaktivistin
- Andy Fairweather Low (* 1948), britischer Sänger und Gitarrist
- Antonia Low (* 1972), deutsche Konzeptkünstlerin
- Archibald Low (1888–1956), englischer Ingenieur, Physiker, Erfinder und Autor
- Barbara Low (1874–1955), britische Psychoanalytikerin
- Barbara Wharton Low (1920–2019), britisch-amerikanische Biochemikerin und Biophysikerin
- Brian B. Low (1937–2015), britischer Diplomat
- Bruce Low (1913–1990), niederländischer Schlager- und Gospelsänger
- Chuck Low (1937–2017), US-amerikanischer Schauspieler
- Colin Low (1926–2016), kanadischer Regisseur, Produzent und Animator
- Colin Low, Baron Low of Dalston (* 1942), britischer Politiker
- David Low (1891–1963), britisch-neuseeländischer Karikaturist und Cartoonist
- Edward Low († vermutlich 1724), englischer Pirat
- Elsie Low (1875–1909), neuseeländische Lehrerin, Botanikerin und Teil der Abstinenzbewegung in Neuseeland
- Evan Low (* 1983), US-amerikanischer Politiker
- Francis Low (1921–2007), US-amerikanischer Physiker
- Frank James Low (1933–2009), US-amerikanischer Physiker und Astronom
- Frederick Low (1828–1894), US-amerikanischer Politiker (Kalifornien)
- Gareth Low (* 1997), singapurischer Fußballspieler
- George David Low (1956–2008), US-amerikanischer Astronaut
- George Michael Low (1926–1984), US-amerikanischer Raumfahrtmanager
- Harriet Low (1809–1877), US-amerikanische Autorin
- Hugh Low (1824–1905), britischer Kolonialbeamter
- Isaac Low (1735–1791), US-amerikanischer Politiker
- Jho Low (* 1981), malaysischer Investor
- Ji Wen Low (* 1989), singapurischer Radrennfahrer
- John Menzies Low (* 1953), britischer Politiker
- Juliette Gordon Low (1860–1927), US-amerikanische Pfadfinder-Funktionärin
- Kenneth Low (* 1976), malaysischer Squashspieler
- Lawrence Low (1920–1996), US-amerikanischer Segler
- Lay Low (* 1982), isländische Singer-Songwriterin
- Mary Fairchild Low (1858–1946), US-amerikanische Malerin
- Nicky Low (* 1992), schottischer Fußballspieler
- Patrick Ozzard-Low (* 1958), britischer Komponist und Pianist
- Philip B. Low (1836–1912), US-amerikanischer Politiker
- Philip Low (Chemiker) (Philip Stewart Low; * 1947), US-amerikanischer Chemiker
- Philip Low (Neurowissenschaftler) (* 1979), kanadischer Neurowissenschaftler
- Reed Low (* 1976), kanadischer Eishockeyspieler
- Robert Low, schottischer Journalist und Autor
- Ron Low (* 1950), kanadischer Eishockeyspieler und -trainer
- Rosemary Low (* 1942), britische Ornithologin und Autorin
- Seth Low (1850–1916), US-amerikanischer Politiker
- Setha M. Low (* 1948), US-amerikanische Anthropologin
- Toby Low, 1. Baron Aldington (1914–2000), britischer Politiker, Geschäftsmann und Soldat
- Trisha Low, Autorin und Performerin
- Vanessa Low (* 1990), deutsche Leichtathletin
- Warren Low (1905–1989), US-amerikanischer Filmeditor
- Wilhelm von Low (1731–1816), königlich-sächsischer Generalleutnant und Minister
- Will Hicock Low (1853–1932), US-amerikanischer Maler

- Low Jun Yu (* 2001), singapurischer Stabhochspringer
- Low Juan Shen (* 1993), malaysischer Badmintonspieler
- Low Yen Ling (* 1974), singapurische Politikerin